# Sanderia malayensis
Sanderia malayensis Goette, 1886 è una scifomedusa appartenente alla famiglia Pelagiidae.

## Distribuzione e habitat
È diffusa nel mar Rosso, nell'oceano Pacifico e nell'oceano Indiano.